# Congomostes janssensi
Congomostes janssensi is een keversoort uit de familie Hybosoridae. De wetenschappelijke naam van de soort is voor het eerst geldig gepubliceerd in 1955 door Basilewsky.